# Kala Nempan
Kala Nempan is een bestuurslaag in het regentschap Bener Meriah van de provincie Atjeh, Indonesië. Kala Nempan telt 222 inwoners (volkstelling 2010).